# Раян Фрикеш
Раян Фрикеш (на арабски: ريان فريكيش) е марокански футболист, който играе на поста дефанзивен полузащитник. Състезател на Сет 34.

## Кариера
Фрикеш започва кариерата си в Анже, изигравайки почти 100 мача в Лига 2 преди да подпише с Аячо през юни 2016г.
На 27 септември 2017г. е обявен за ново попълнение на българския Локомотив (Пловдив), подписвайки за година и половина.
През юли 2018г. се завръща във Франция, присъединявайки се към отбора на Булон.